# Robert Marek Jurga
Robert Marek Jurga (ur. 1964 w Krakowie) – polski konserwator zabytków i pisarz. Zajmuje się badaniem historii fortyfikacji, pisaniem i ilustrowaniem książek i artykułów z dziedziny wojskowości.

## Życiorys
Studiował najpierw  na Wydziale Mechanicznym, a następnie na Wydziale Architektury Politechniki Krakowskiej. Od 1988 roku współpracuje z europejskimi fundacjami, wykonując na ich zlecenia rekonstrukcje przestrzenne obiektów historycznych i architektonicznych. Rekonstruował m.in. Marinefestung Fort Kugelbake, fort Hoek van Holland, Kwatery Główne Hitlera (Führerhauptquartier) w Margival, Berchtesgaden, Kętrzynie, Pancerwerk w Besseringen i wiele schronów na Wale Zachodnim. Pełni rolę konsultanta w pracach konserwatorskich wykonywanych w Polsce, w Niemczech, Francji i Holandii. Zlecono mu aranżacje wnętrz w muzeach w Saarbrücken, Mutzig-Molescheim oraz Besseringen. Jest autorem książek i kilkudziesięciu artykułów dotyczących historii fortyfikacji. Od 2007 roku mieszka w Zielonej Górze.
Wykonuje rekonstrukcje historyczne dla magazynu "Focus". Jego prace rysunkowe były publikowane w krajach europejskich, w USA, Kanadzie i Japonii. Specjalizuje się w rysunkach przestrzennych otwartych, z których część wystawiana jest na krajowych i zagranicznych wystawach autorskich. Zajmuje się również malarstwem miniaturowym wykonywanym w technice akwarelowej, prezentującym najczęściej zabytki architektury.

## Publikacje książkowe
- Fortyfikacje Trzeciej Rzeszy (współautorzy: J.E. Kaufmann i H.W. Kaufmann)